# Karen Forkel
Karen Forkel   (Wolfen, 24 de setembre de 1970) és una atleta alemanya, ja retirada, especialista en el llançament de javelina, que va competir sota bandera de la República Democràtica Alemanya fins a la Reunificació alemanya i amb Alemanya a partir d'aquella data.
El 1992 va prendre part en els Jocs Olímpics d'estiu de Barcelona, on guanyà la medalla de bronze en la competició del llançament de javelina del programa d'atletisme. Quatre anys més tard, als Jocs d'Atlanta, fou sisena en la mateixa prova.
En el seu palmarès també destaca una medalla de plata al Campionat del món d'atletisme de 1993, dues medalles de plata als Campionat d'Europa d'atletisme, el 1990, sota bandera la República Democràtica Alemanya, i el 1994, ja sota la bandera de l'Alemanya reunificada. A les Universíades de 1997 guanyà una medalla de bronze.
A nivell nacional guanyà el darrer campionat de l'Alemanya Democràtica, el 1990, el primer de l'Alemanya reunificada, el 1991 i el de 1994 i 1996.

## Millors marques
- Llançament de javelina. 71,20 metres (1991)[4][5]